# Lindrit Kamberi
Lindrit Kamberi (Zürich, 1999. október 7. –) svájci korosztályos válogatott labdarúgó, a Zürich hátvédje.

## Pályafutása

### Klubcsapatokban
Kamberi a svájci Zürich városában született. Az ifjúsági pályafutását helyi kluboknál kezdte, játszott például a Volketswil, a Zürich-Oberland és a Zürich akadémiájánál is.
2018. július 1-jén négyéves szerződést kötött a Zürich felnőtt csapatával. 2019 júliusában egy szezonra a másodosztályú Wil csapatához igazolt kölcsönben. Július 20-án a Chiasso ellen debütált. A szezonban összesen 34 mérkőzésen lépett pályára a klubnál, amíg vissza tért a Zürichhez. A 2020–21-es szezonban kölcsönjátékosként a Winterthur együttesében szerepelt. Első gólját 2020. december 18-án, Wil ellen 3–2-re megnyert találkozón szerezte. A Zürich színeiben először a 2021. április 25-én, az Luzern ellen 3–1-re megnyert mérkőzésen a 84. percben, Nathan Cardoso cseréjeként lépett pályára.

### A válogatottban
Kamberi az U18-as és az U20-as válogatottban képviselte Svájcot.

## Statisztikák
2023. május 29. szerint
| Klub                    | Szezon   | Osztály            | Bajnokság | Bajnokság | Kupa  | Kupa | Nemzetközi | Nemzetközi | Összesen | Összesen |
| Klub                    | Szezon   | Osztály            | Meccs     | Gól       | Meccs | Gól  | Meccs      | Gól        | Meccs    | Gól      |
| ----------------------- | -------- | ------------------ | --------- | --------- | ----- | ---- | ---------- | ---------- | -------- | -------- |
| Wil (kölcsönben)        | 2019–20  | Challenge League   | 33        | 0         | 1     | 0    | —          | —          | 34       | 0        |
| Winterthur (kölcsönben) | 2020–21  | Challenge League   | 26        | 1         | 1     | 0    | —          | —          | 27       | 1        |
| Zürich                  | 2020–21  | Swiss Super League | 6         | 0         | 0     | 0    | 0          | 0          | 6        | 0        |
| Zürich                  | 2021–22  | Swiss Super League | 13        | 1         | 0     | 0    | 0          | 0          | 13       | 1        |
| Zürich                  | 2022–23  | Swiss Super League | 32        | 1         | 1     | 0    | 10         | 1          | 43       | 2        |
| Zürich                  | Összesen | Összesen           | 51        | 2         | 1     | 0    | 10         | 1          | 62       | 3        |
| Összesen                | Összesen | Összesen           | 110       | 3         | 3     | 0    | 10         | 1          | 123      | 4        |

## Sikerei, díjai
Zürich
- Swiss Super League
  - Bajnok (1): 2021–22

## Fordítás
Ez a szócikk részben vagy egészben  a   Lindrit Kamberi című angol Wikipédia-szócikk fordításán alapul.  Az eredeti cikk szerkesztőit annak laptörténete sorolja fel. Ez a jelzés csupán a megfogalmazás eredetét és a szerzői jogokat jelzi, nem szolgál a cikkben szereplő információk forrásmegjelöléseként.